# Fürge gibbon

A  fürge  gibbon (Hylobates agilis) más neveken: unka, ungka, ungka puti, a gibbonfélék családjához tartozó Hylobates nemhez tartozó faj.

## Megjelenésük, életmódjuk
Apró méretű: átlagos tömege 5,5 kilogramm, a magassága 40-60 centiméter. A hímek egy kicsivel nagyobbak a nőstényeknél.  Elterjedési területe Borneó és Jáva szigetei és a Maláj-félsziget. Táplálékát levelek, gyümölcsök és rovarok képezik. Intelligens okos állatok, alaptermészetük békés és nyugalmas. A kölykeikkel sokat törődnek és játszanak. Monogámiában élnek és ragaszkodnak a területükhöz. A fürge gibbon nappal aktív és éjjel alszik a fák felső részén lévő odúkban. Kétéves koruktól választják el a szüleik a kicsiket, akik hét hónap vemhesség után születnek. A felnőtté vált példányok 8 éves korukban hagyják el a családjukat azért, hogy önálló életet kezdjenek.

### Alfajok
A fürge gibbont lakóhelye és életvitele miatt megkülönböztetik és felosztják három alfajra az alábbiak szerint.
- Hegyi fürge gibbon, Hylobates agilis agilis
- Borneói fehérszakállú gibbon, Hylobates agilis albibarbis
- Síkvidéki fürge gibbon, Hylobates agilis unko

Van olyan természettudós, aki a Borneói fehérszakállú gibbont önálló fajként írja le.